# Сухожевко
Сухожевко (пол. Suchorzewko, нім. Dürrfelde) — село в Польщі, у гміні Ярачево Яроцинського повіту Великопольського воєводства.
Населення — 242 особи (2011).
У 1975-1998 роках село належало до Каліського воєводства.

## Демографія
Демографічна структура станом на 31 березня 2011 року:
|          | Загалом | Допрацездатний вік | Працездатний вік | Постпрацездатний вік |
| -------- | ------- | ------------------ | ---------------- | -------------------- |
| Чоловіки | 114     | 31                 | 71               | 12                   |
| Жінки    | 128     | 29                 | 79               | 20                   |
| Разом    | 242     | 60                 | 150              | 32                   |